# ميروردي كندي (قشلاق الجنوبي)
ميروردي كندي (بالفارسية: میروردی کندی) هي مستوطنة تقع في إيران في قسم قشلاق الجنوبي الريفي. يقدر عدد سكانها بـ 162 نسمة .